# Бостандик (Бостандицький сільський округ)
Бостанди́к (каз. Бостандық) — село у складі Казталовського району Західноказахстанської області Казахстану. Адміністративний центр Бостандицького сільського округу.
Населення — 1551 особа (2021; 1769 у 2009, 1922 у 1999, 1861 у 1989).